# Momo (futebolista)
Jerónimo Figueroa Cabrera ou Momo (Las Palmas, 15 de julho de 1982) é um ex-futebolista profissional espanhol.

## Carreira
Momo começou a carreira no UD Las Palmas.